# Anthimos Kapsīs
Anthimos Kapsīs (in greco: Άνθιμος Καψής; 3 settembre 1950) è un allenatore di calcio ed ex calciatore greco, di ruolo difensore.

## Biografia
Anche suo figlio Michalīs Kapsīs divenne calciatore e disputò un Europeo con la nazionale greca.

## Palmarès

### Club

#### Competizioni nazionali
- Campionato greco: 5

Panathinaikos: 1968-1969, 1969-1970, 1971-1972, 1976-1977, 1983-1984
- Coppa di Grecia: 5

Panathinaikos: 1966-1967, 1968-1969, 1976-1977, 1981-1982, 1984-1985

#### Competizioni internazionali
- Coppa dei Balcani: 1

Panathinaikos: 1977